# 幸荘駅
幸荘駅（こうそうえき）は、南京市溧水区秦淮大道と高平大街の交差点にある、南京地下鉄S7号線の駅である。

## 駅名
駅名については、事業着手当初は南京地下鉄集団は溧水区秦淮大道と高平大街の交差点に当駅が位置することから「高平大街駅」の仮称を用いており、2017年10月11日に駅名が「幸荘駅」に決定したことが発表された。

## 歴史
- 2017年6月20日に駅名が第一次公示された[2]。
- 2017年10月11日に駅名が第二次公示された[1]。

- 2018年5月26日S7号線の駅として開業。

## 駅構造

### のりば
| 番線 | 路線             | 行先            | 行先              |
| ---- | ---------------- | --------------- | ----------------- |
|      | 南京地下鉄S7号線 | 群力・柘塘 方面 | 空港新城江寧 行き |
|      | 南京地下鉄S7号線 | 無想山 方面     | 無想山 行き       |

### 改札・出入口
- 1号出入口:エスカレーター・高平大街南・秦淮大道東
- 2号出入口:高平大街南・秦淮大道東・溧水万達広場
- 3号出入口:エスカレーター・高平大街北・秦淮大道西
- 4号出入口:高平大街南・秦淮大道西

## 駅周辺
- 溧水万達広場
- 崇慶寺
- 溧水区体育公園
- 幸荘水庫

## 隣の駅
南京地下鉄
■S7号線
中山湖駅- 幸荘駅- 無想山駅